# Пајпер PA-44 Семинол
Пајпер  Семинол (енгл. Piper PA-44 Seminole) је лаки двомоторни авион производње америчке компаније Пајпер авиони. Пајпер Семинол јер развијен на платформи једномоторног Пајпер PA-28 Чирокија и примарно је намењен за обуку пилота на двомоторним авионима. Семинол је произвођен у три наврата, од 1979—82, 1989—90 и поново од 1995.

## Конструкција и развој
Први израђени авиони су опремљени с два Ликоминг  мотора од 180 КС (135 kW). Десни мотор (варијанта LO-360-E1A6D) окреће се у супротном смеру од левог с чиме се елиминише ситуација „критичног мотора“, а авионом је у случају потребе гашења једног мотора или његовог отказа лакше управљати. Семинол је дозволу за лет добило 10. марта 1978. године када је и уведена у употребу. Бруто маса авиона је 1723 kg. Касније израђивани авиони опремљени су с Ликоминг O-360-A1H6 моторима.

## Варијанте

### Семинол
Стандардна варијанта коју покрећу два Ликоминг O-360-E1A6D или O-360-A1H6 мотора.

### Турбо Семинол
Варијанта PA-44-180T Турбо Семинол која је израђивана 1981. и 1982. године сертификована је 29. новембра 1979. Покрећу је два Ликоминг  мотора од 180 КС (135 kW) с турбокомпресором, чиме су се авиону значајно побољшање перформансе на већим висинама. Максимална полетна маса Семинол Турбо авиона је 1780 kg.